# URL 단축
URL 단축(URL shortening)은 월드 와이드 웹 상의 긴 URL을 짧게 만들어 주는 기술이다. URL 단축 기능을 제공하는 서버는 HTTP 넘겨주기를 이용해 클라이언트(client)를 긴 URL로 넘겨준다. 수백 바이트 길이의 URL이 있을 수 있지만, 단축된 URL은 대개 URL 단축 서버의 주소 뒤에 6~7자리 정도의 퀴어리(query)가 붙어 있어서 길어야 30 바이트 수준을 넘지 않기 때문에 자원을 절약하고 관심을 끌 수 있다. 덕분에 트위터와 같은 마이크로블로그 서비스에서 인기를 얻는다. 반면, 클라이언트는 직접 접속하기 전까지는 URL 제공자의 설명을 믿고 위험 사이트로 유도될 수 있기 때문에 피싱이나 사기, 클릭 유도, 스팸 등의 위험이 있기도 하다. 이 때문에 URL 단축 서버에서 특정 URL 단축을 거부하기도 한다.

## 같이 보기
- URL 넘겨주기
- 깔끔 URL
- DMOZ